# 창녕도서관
창녕도서관은 경상남도 창녕군 소재의 도서관이다.

## 연혁
- 1972. 01. 27 창녕군립도서관 개관
- 1972. 05. 01 창녕군립도서관 설치 조례 제정(창녕군 조례 205호)
- 1991. 10. 11 현 청사 이전
- 1995. 03. 08 조례 개정으로 명칭 변경(창녕도서관)
- 1999. 11. 01 도서관 전산 시스템 도입
- 1999. 12. 01 제2회 전국문화기반시설 관리운영 평가 장려상 수상
- 2000. 12. 31 제3회 전국문화기반시설 관리운영 평가 우수상 수상
- 2002. 01. 29 디지털 자료실 개설
- 2002. 11. 06 제5회 전국문화기반시설 관리운영 평가 우수상 수상
- 2003. 11. 25 제6회 전국문화기반시설 관리운영 평가 최우수상 수상
- 2005. 07. 29 어린이자료실 리모델링
- 2008. 12. 23 RFID 시스템 도입
- 2012. 10. 03 책 소독기 도입 서비스
- 2012. 12. 12 별관동 증축공사 착공
- 2013. 08. 16 신관 준공 및 개관
- 2013. 11. 12 구관 리모델링 완료

## 시설현황
구관
| 층 | 시설                                                     |
| -- | -------------------------------------------------------- |
| 2  | 자율학습실, 휴게실(쉼터), 시청각실                       |
| 1  | 문화강좌실, 서예(수묵화)교실, 다목적실, 보존서고(문서고) |

신관
| 층 | 시설                                       |
| -- | ------------------------------------------ |
| 2  | 종합자료실, 디지털자료실, 휴게실(쉼터)     |
| 1  | 사무실, 관장실, 전산실, 어린이(유아)자료실 |

## 이용 안내
이용 시간
- 자료실: 화~일요일 09:00 ~ 18:00
- 자율학습실: 화~일요일 08:00 ~ 22:00(설날·추석 당일, 매월 마지막주 월요일 휴실)

휴관일
- 정기휴관일: 매주 월요일(단, 자율학습실은 개방)
- 법정공휴일: 관공서 공휴일(토, 일요일은 제외)
- 임시공휴일: 도서관 사정으로 휴관하는 날